# Sörös Pongrác
Sörös (Pál) Pongrác (Komárom, 1873. augusztus 24. – Győr, 1919. január 5.) bencés áldozópap és tanár, történet- és életrajzíró, az MTA levelező (1909) tagja.

## Élete
Sörös Antal és Ackermann Józsa iparosszülők fia. Gyermekéveit Soroksáron, majd Győrött töltötte, ötéves korától pedig Komáromban. Itt kezdte gimnáziumi tanulmányait, majd Budapesten a piaristáknál, később Esztergomban a bencéseknél folytatta. Ezek után a Szent Benedek-rendbe lépett. Egy évi noviciátus után 1892-ben Győrött mint magántanuló tette le vizsgáit, majd az érettségit. 
Felsőbb tanulmányait a pannonhalmi Hittudományi és Tanárképző Intézetben végezte. 1894-ben és 1896-ban szakvizsgát tett történelemből, latin nyelv- és irodalomból. 1896-ban pappá szentelték és a pápai gimnáziumba került tanárnak. 1898-ban tanári oklevelet szerzett Budapesten, állásából azonban felmentették.
1898-1899-ben tanulmányúton vett részt Budapesten és Rómában, mint a Magyar Történelmi Intézet tagja. Levéltárakban és könyvtárakban kutatott. 1899 szeptemberétől a pannonhalmi tanárképző intézetben újkori történelmet tanított 1919-ig. Az oktatás mellett 1904-ben a rendi káptalan jegyzője, 1905-1912 között a Pannonhalmi Országos Levéltár hites tagja, 1906-tól levéltárőr, 1911-től könyvtárőr is volt. Tagja volt a Szent István Akadémiának, a Magyar Történelmi Társulatnak és a Budapesti Filológiai Társulatnak.
Élénken részt vett Pápa város társadalmi életében, az ottani katolikus kör alapításában, amelynek választmányi tagja és könyvtárnoka lett. 1898-ban kiadta a könyvtáruk jegyzékét. A tanításon kívül történelmi kutatásokat folytatott Pannonhalmán, Budapesten, dunántúli könyv- és levéltárakban, Ausztriában, Német- és Olaszországban.
Cikkei jelentek meg hírlapokban és folyóiratokban, a Pannonhalmi szent Benedek-rend története köteteiben, melyekből a II., III. és IV. kötet szerkesztője, ill. szerzője volt. Munkatársa volt többek között a A Pallas nagy lexikona VII. és VIII. köteteinek. A pannonhalmi Szent Benedek-rend történetének egyik szerzője, a 16-17. századi történelmet kutatta. Több életrajzot is írt: Athinai Deák Simon, Brodarics István, Forgách Ferenc, Forgách Simon, Frangepán Ferenc, Lévai Cseh Péter, Meszlény Benedek, Verancsics Antal, Zermegh János.

## Művei
- 1896 Forgách Ferencz élete. Budapest
- 1896 Adorján erdélyi püspök és a szebeni prépostság. Magyar Sion
- 1897 Adatok Verancsics Antal primás családi viszonyaihoz, Verancsics és Forgách Simon. Magyar Sion
- 1898 Verancsics mint pécsi püspök. Magyar Sion
- 1898 Verancsics Antal élete. Esztergom
- 1898 A mosonmegyei történelmi és régészeti egylet Emlékkönyve 1882-1898. Magyar-Óvár
- 1899 Ghimesi Forgách Simon báró. Budapest
- 1900 „Nullius” terület volt-e a bakonybéli apátság? Esztergom. Magyar Sion
- 1900 Forgách Ferencz biboros nagyszombati zsinata és előzményei. Budapest. Katholikus Szemle
- 1901 Forgácz Ferencz esztergomi biboros. Századok
- 1901 A kath. klérus törekvései az 1843-44. országgyűlés egyházi ügyeinek tárgyalása alatt. Katholikus Szemle
- 1901 De Benziis Gualdo András. Magyar Sion
- 1902 A pápai adófizetés Magyarországon különös tekintettel a benczés apátságokra. Magyar Sion
- 1902 Nagy Lajos király ispotálya Almáson. Komáromi Ujság
- 1903 A bakonybéli apátság komáromi rév- és vámjövedelme. Komáromi Ujság
- 1903 A pápák és zsinatok reformáló törekvései 1243-1404. A pannonhalmi szent Benedek-rend története II.
- 1903 Guzmics Izidor apáti naplója. Irodalomtörténeti Közlemények
- 1903-1904 A bakonybéli apátság története I-II. A pannonhalmi szent Benedek-rend története VIII-IX.
- 1903 Bakonybéli regesták a XV. század első feléből. Történelmi Tár 1903, 355-372.
- 1904 Komáromi dolgok 1848-49-ből, Sárkány Miklós dr. Komáromi Ujság
- 1905 Jakab komáromi káplán, Komárom és a Széchenyi könyvtár. Komáromi Ujság
- 1905 Komárommegyei benczés apátságok. Komárom. Komárom-megyei és városi Múzeum-Egyesület 1904. Értesítője, 41-65.
- 1905 A pécsváradi benczés apátság. Budapest. Katholikus Szemle
- 1907 Jerosini Brodarics István (1471-1539). Székfoglaló
- 1907 A Szentháromság rabváltó szerzeteseinek komáromi rendháza. Komáromi Ujság
- 1908 Egy és más Kulcsár Istvánról. Komáromi Ujság 1908/2.
- 1908 Az udvardi zsinat. Komáromi Ujság 1908/13.
- 1908 Az 1751-i országgyűlés helyi vonatkozásai. Komárom-megyei és városi Múzeum-Egyesület Értesítője, 34-41.
- 1909 Ujabb adalékok a koppánmonostori apátság történetéhez. Komárom-megyei és városi Múzeum-Egyesület Értesítője, 37-45.
- 1910 Franyó Remig felségárulási pere. Értekezések a Történeti Tudományok köréből XXII. Budapest
- 1911 A tihanyi apátság története II. Budapest
- 1912/1984 Az elenyészett bencés apátságok. Budapest
- 1916 A füssi nemesi szék a XIX. században. Komárom, 1-12.
- 1916 Statileo János életéhez. A Pannonhalmi Főapátsági Főiskola Évkönyve 1915/1916
- A pannonhalmi főapátság története 6. A rend új kora, új munkaköre. 1802-től napjainkig; Szent-Benedek-Rend, Bp., 1916
- 1917 Frangepán Ferenc, kalocsai érsek, egri püspök. Budapest

## Emléke
- Sörös Pongrác utca, Komárom